# Felice Borel
Felice Placido Borel (Nizza, 5 aprile 1914 – Torino, 21 febbraio 1993) è stato un allenatore di calcio e calciatore italiano, di ruolo attaccante. Campione del mondo con la nazionale italiana nel 1934.

## Biografia
Soprannominato Farfallino, era figlio di Ernesto e fratello minore di Aldo Giuseppe, anche loro calciatori; per distinguerlo da quest'ultimo, negli almanacchi calcistici viene segnalato come Borel II. Era figlio di commercianti di Nizza Marittima e aveva frequentato il liceo classico.
Comparve nel film Contessa di Parma del 1937, diretto da Alessandro Blasetti, assieme ad altri calciatori juventini dell'epoca: uno dei protagonisti del film, Gino Vanni, ricalca le caratteristiche di Borel, ovvero un calciatore famoso e frequentatore della mondanità.

## Caratteristiche tecniche
Era un centravanti dallo spiccato senso del gol, distintosi inoltre per le qualità tecniche e l'abilità nello sfuggire alla marcatura dei difensori avversari. La sua carriera fu in gran parte condizionata dagli infortuni, ascrivibili alla fragilità fisica.

## Carriera

### Giocatore

#### Club

Da sinistra: Borel con l'allenatore Carlo Carcano alla Juventus.

Esordì in Serie A con la Juventus appena diciottenne, il 2 ottobre 1932, in occasione di una sconfitta con il Napoli.
Dal 1932 al 1935 contribuì alla vittoria di 3 Scudetti consecutivi, laureandosi capocannoniere nelle stagioni 1932-33 (con 29 gol in 28 presenze) e 1933-34 (32 reti in 34 gare): nel primo caso il numero di marcature fu superiore agli incontri disputati, stabilendo un record che soltanto Christian Vieri riuscì ad eguagliare settant'anni dopo con 24 centri in 23 apparizioni. Risultò inoltre il calciatore più giovane a vincere la classifica dei marcatori, primato tuttora resistente.
Pur vivendo da protagonista il Quinquennio d'oro bianconero, il suo apporto venne limitato dai numerosi infortuni. Dopo una sola stagione al Torino fece rientro alla Vecchia Signora, militandovi sino al 1946. Concluse poi la carriera difendendo i colori dell'Alessandria e del Napoli, in quest'ultimo caso in Serie B, per ritirarsi nel 1949.

#### Nazionale
Disputò 3 gare con la nazionale italiana, segnando un gol – peraltro al debutto – contro l'Ungheria. Partecipò al campionato del mondo 1934 come riserva del bolognese Angelo Schiavio, scendendo in campo nella ripetizione dei quarti di finale con la Spagna.
Conta inoltre 5 presenze e 3 reti con la nazionale B.

### Allenatore
Come allenatore-giocatore diresse la Juventus, per conto della quale scoprì Giampiero Boniperti, l'Alessandria e il Napoli; allenò poi la Fossanese in IV Serie. Da direttore tecnico affiancò dapprima brevemente Luigi Bertolini alla guida del Cenisia, all'epoca la terza squadra di Torino militante in IV Serie, nel 1954, e poi Carmelo Di Bella sulla panchina del Catania nel campionato cadetto del 1958-1959.
Ha inoltre guidato la Ternana, subentrando in corsa a Cesare Nay durante il campionato di Serie C della stagione 1966-1967, e avuto un'esperienza in Canada.

### Dopo il ritiro
Fu anche giornalista aiutando vari colleghi nelle interviste, oltreché osservatore, dirigente e general manager per Umberto Agnelli; spinse inoltre per la creazione di una scuola calcio a Finale Ligure, la città dove visse per lungo tempo e dove fu sepolto, scuola che prese il suo nome. Morì il 21 febbraio 1993, quand'era ormai tra gli ultimi superstiti della nazionale campione del mondo nel 1934; ai suoi funerali, svoltisi prima a Torino e poi a Finale Ligure, assistettero numerose persone, tra cui le squadre di Juventus e Torino nonché la formazione locale finalese.
Dall'ottobre 1997 lo stadio comunale di Finale Ligure è intitolato alla sua memoria.

## Statistiche

### Presenze e reti nei club
| Stagione        | Squadra         | Campionato      | Campionato | Campionato | Coppe nazionali | Coppe nazionali | Coppe nazionali | Altre coppe | Altre coppe | Altre coppe | Totale | Totale |
| Stagione        | Squadra         | Comp            | Pres       | Reti       | Comp            | Pres            | Reti            | Comp        | Pres        | Reti        | Pres   | Reti   |
| --------------- | --------------- | --------------- | ---------- | ---------- | --------------- | --------------- | --------------- | ----------- | ----------- | ----------- | ------ | ------ |
| 1932-1933       | Juventus        | A               | 28         | 29         | -               | -               | -               | CEC         | 4           | 1           | 32     | 30     |
| 1933-1934       | Juventus        | A               | 34         | 32         | -               | -               | -               | CEC         | 6           | 5           | 40     | 36     |
| 1934-1935       | Juventus        | A               | 29         | 14         | -               | -               | -               | CEC         | 7           | 6           | 36     | 20     |
| 1935-1936       | Juventus        | A               | 8          | 5          | CI              | 0               | 0               | -           | -           | -           | 8      | 5      |
| 1936-1937       | Juventus        | A               | 26         | 17         | CI              | 2               | 1               | -           | -           | -           | 28     | 18     |
| 1937-1938       | Juventus        | A               | 14         | 7          | CI              | 3               | 4               | CEC         | 0           | 0           | 17     | 11     |
| 1938-1939       | Juventus        | A               | 19         | 1          | CI              | 1               | 0               | -           | -           | -           | 20     | 1      |
| 1939-1940       | Juventus        | A               | 17         | 6          | CI              | 3               | 2               | -           | -           | -           | 20     | 8      |
| 1940-1941       | Juventus        | A               | 30         | 8          | CI              | 2               | 2               | -           | -           | -           | 32     | 10     |
| 1941-1942       | Torino          | A               | 25         | 7          | CI              | 1               | 0               | -           | -           | -           | 26     | 7      |
| 1942-1943       | Juventus        | A               | 25         | 7          | CI              | 0               | 0               | -           | -           | -           | 25     | 7      |
| 1944            | Juventus        | AI              | 22         | 5          | -               | -               | -               | -           | -           | -           | 22     | 5      |
| 1945-46         | Juventus        | DN              | 28         | 12         | -               | -               | -               | -           | -           | -           | 28     | 12     |
| Totale Juventus | Totale Juventus | Totale Juventus | 280        | 143        |                 | 11              | 9               |             | 17          | 12          | 308    | 164    |
| 1946-1947       | Alessandria     | A               | 1          | 0          | -               | -               | -               | -           | -           | -           | 1      | 0      |
| 1947-1948       | Alessandria     | A               | 0          | 0          | -               | -               | -               | -           | -           | -           | -      | -      |
| 1948-1949       | Napoli          | B               | 1          | 0          | -               | -               | -               | -           | -           | -           | 1      | 0      |
| Totale carriera | Totale carriera | Totale carriera | 307        | 150        |                 | 12              | 9               |             | 17          | 12          | 336    | 171    |

### Cronologia presenze e reti in nazionale
| Cronologia completa delle presenze e delle reti in nazionale ― Italia | Cronologia completa delle presenze e delle reti in nazionale ― Italia | Cronologia completa delle presenze e delle reti in nazionale ― Italia | Cronologia completa delle presenze e delle reti in nazionale ― Italia | Cronologia completa delle presenze e delle reti in nazionale ― Italia | Cronologia completa delle presenze e delle reti in nazionale ― Italia | Cronologia completa delle presenze e delle reti in nazionale ― Italia | Cronologia completa delle presenze e delle reti in nazionale ― Italia |
| Data                                                                  | Città                                                                 | In casa                                                               | Risultato                                                             | Ospiti                                                                | Competizione                                                          | Reti                                                                  | Note                                                                  |
| --------------------------------------------------------------------- | --------------------------------------------------------------------- | --------------------------------------------------------------------- | --------------------------------------------------------------------- | --------------------------------------------------------------------- | --------------------------------------------------------------------- | --------------------------------------------------------------------- | --------------------------------------------------------------------- |
| 22-11-1933                                                            | Budapest                                                              | Ungheria                                                              | 0 – 1                                                                 | Italia                                                                | Coppa Internazionale                                                  | 1                                                                     |                                                                       |
| 3-12-1933                                                             | Firenze                                                               | Italia                                                                | 5 – 2                                                                 | Svizzera                                                              | Coppa Internazionale                                                  | -                                                                     |                                                                       |
| 1-6-1934                                                              | Firenze                                                               | Italia                                                                | 1 – 0                                                                 | Spagna                                                                | Mondiali 1934 - Quarti di finale                                      | -                                                                     |                                                                       |
| Totale                                                                |                                                                       | Presenze                                                              | 3                                                                     |                                                                       | Reti                                                                  | 1                                                                     |                                                                       |

| Cronologia completa delle presenze e delle reti in nazionale ― Italia B | Cronologia completa delle presenze e delle reti in nazionale ― Italia B | Cronologia completa delle presenze e delle reti in nazionale ― Italia B | Cronologia completa delle presenze e delle reti in nazionale ― Italia B | Cronologia completa delle presenze e delle reti in nazionale ― Italia B | Cronologia completa delle presenze e delle reti in nazionale ― Italia B | Cronologia completa delle presenze e delle reti in nazionale ― Italia B | Cronologia completa delle presenze e delle reti in nazionale ― Italia B |
| Data                                                                    | Città                                                                   | In casa                                                                 | Risultato                                                               | Ospiti                                                                  | Competizione                                                            | Reti                                                                    | Note                                                                    |
| ----------------------------------------------------------------------- | ----------------------------------------------------------------------- | ----------------------------------------------------------------------- | ----------------------------------------------------------------------- | ----------------------------------------------------------------------- | ----------------------------------------------------------------------- | ----------------------------------------------------------------------- | ----------------------------------------------------------------------- |
| 2-4-1933                                                                | Novara                                                                  | Italia B                                                                | 5 – 0                                                                   | Svizzera B                                                              | Amichevole                                                              | 2                                                                       |                                                                         |
| 7-5-1933                                                                | Praga                                                                   | Cecoslovacchia B                                                        | 1 – 2                                                                   | Italia B                                                                | Amichevole                                                              | -                                                                       |                                                                         |
| 17-2-1935                                                               | Antibes                                                                 | Francia B                                                               | 1 – 2                                                                   | Italia B                                                                | Amichevole                                                              | -                                                                       |                                                                         |
| 24-3-1935                                                               | Livorno                                                                 | Italia B                                                                | 0 – 0                                                                   | Austria B                                                               | Amichevole                                                              | -                                                                       |                                                                         |
| 27-10-1935                                                              | Genova                                                                  | Italia B                                                                | 3 – 1                                                                   | Cecoslovacchia B                                                        | Amichevole                                                              | 1                                                                       |                                                                         |
| Totale                                                                  |                                                                         | Presenze                                                                | 5                                                                       |                                                                         | Reti                                                                    | 1                                                                       |                                                                         |

### Record
- Calciatore più giovane ad aver vinto la classifica marcatori della Serie A (19 anni, 2 mesi e 10 giorni).[7]

## Palmarès

### Giocatore

#### Club
- Campionato italiano: 3

Juventus: 1932-1933, 1933-1934, 1934-1935
- Coppa Italia: 1

Juventus: 1937-1938

#### Nazionale
- Campionato mondiale: 1

Italia 1934
- Coppa Internazionale: 1

1933-1935

#### Individuale
- Capocannoniere della Serie A: 2

1932-1933 (29 gol), 1933-1934 (32 gol)